# Comitatul Wayne, Virginia de Vest
Comitatul Wayne, conform originalului din limba engleză, Wayne County, este unul din cele 55 de comitate ale statului american Virginia de Vest.  Sediul comitatului este orașul omonim, Wayne. GR6 Denominarea Warren County are codul FIPS de 54 - 099 Arhivat în 11 februarie 2016, la Wayback Machine..
Comitatul a fost fondat în 1842 și denumit în onoarea generalui Anthony Wayne, un erou al American Revolutionary War.  Populația totală a comitatului, conform recensământului Statelor Unite Census 2000, efectuat de United States Census Bureau, era de 42.903 de locuitori.
Wayne County este parte a zonei statistice metropolitane (Metropolitan Statistical Area, sau MSA) ce cuprinde zona de intersecție a trei state, Virginia de Vest, Kentucky și Ohio, numită Huntington–Ashland.  Conform Census 2000, populația acestei MSA era de 288.649.

## Galerie de imagini

## Demografie
|  | Graficele sunt indisponibile din cauza unor probleme tehnice. Mai multe informații se găsesc la Phabricator și la wiki-ul MediaWiki. |

Date: Wikidata - grafică realizată de Wikipedia